# 厄塞
厄塞（法語：Heussé，法語發音：[øse]）是法国芒什省的一个旧市镇，属于阿夫朗什区。2016年，厄塞与市镇勒泰约勒、费里耶尔、于松和圣玛丽迪布瓦合并为新的勒泰约勒。

## 地理
厄塞（48°30'25"N, 0°54'2"W）面积14.57 平方千米，位于法国诺曼底大区芒什省，该省份为法国西北部沿海省份，西、北、东北三面环大西洋，东起顺时针与卡爾瓦多斯省、奧恩省、马耶讷省和伊勒-维莱讷省接壤。
与厄塞接壤的市镇（或旧市镇、城区）包括：勒泰约勒、代塞尔蒂讷、富日罗勒迪普莱西、比艾莱蒙、芒蒂伊。

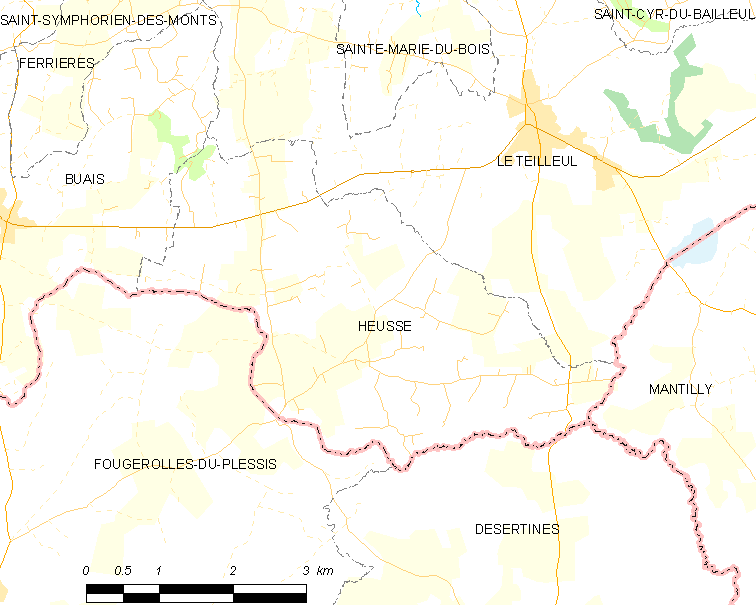
厄塞的OSM定位图

厄塞的时区为UTC+01:00、UTC+02:00（夏令时）。

## 行政
厄塞的邮政编码为50640，INSEE市镇编码为50245。

## 政治
厄塞所属的省级选区为勒莫尔泰奈县。

## 人口

1962-2008年间厄塞人口变化图示

厄塞于2018年1月1日时的人口数量为213人。